# Kernenried
Kernenried is een gemeente en plaats in het Zwitserse kanton Bern, en maakt deel uit van het district Emmental.
Kernenried telt 447 inwoners.